# McDowell Open 1996
Il McDowell Open 1996 è stato un torneo di tennis giocato sul cemento.
È stata la 1ª edizione del Maharashtra Open, che fa parte della categoria ATP World Series nell'ambito dell'ATP Tour 1996.
Si è giocato a Nuova Delhi in India, dall'8 aprile al 15 aprile 1996.

## Campioni

### Singolare
Thomas Enqvist ha battuto in finale  Byron Black con il punteggio di 6–2, 7–6(3).

### Doppio
Jonas Björkman /  Nicklas Kulti hanno battuto in finale  Byron Black /  Sandon Stolle con il punteggio di 4–6, 6–4, 6–4